# Flughafen Toronto-City

i7
i11
i13
Der Flughafen Toronto-City (offiziell Billy Bishop Toronto City Airport, früher Toronto City Centre Airport; IATA-Code: YTZ, ICAO-Code: CYTZ) ist ein kleiner Verkehrsflughafen in Toronto (Kanada). Der Flughafen verfügt über zwei Bahnen und liegt auf der westlichsten Insel der Toronto Islands, einer kleinen Inselgruppe direkt vor der Innenstadt Torontos. Eine Pendelfähre transportiert Passagiere und Kraftfahrzeuge zwischen dem Flughafen und dem Festland. Am 30. Juli 2015 wurde zudem ein Fußgängertunnel eröffnet, der den Flughafen mit dem Festland verbindet.
Durch Nav Canada wird der Flughafen als Airport of Entry klassifiziert und es sind dort Beamte der Canada Border Services Agency (CBSA) stationiert, damit ist hier eine Einreise aus dem Ausland zulässig.

## Geschichte
Der 1939 eröffnete Flughafen hieß ursprünglich Port George VI Airfield. Während des Zweiten Weltkrieges nutzte die Royal Canadian Air Force zusammen mit den norwegischen Luftstreitkräften den Flughafen zu Trainingszwecken. 1983 erließ die Stadtregierung Torontos strengere Richtlinien für den Flugverkehr des City Airport. So wurde beispielsweise der Flug von düsengetriebenen Flugzeugen mit Ausnahme von MedEvac-Flügen untersagt. Der Betreiber des Flughafens ist die Hafengesellschaft Toronto Port Authority.
Am 10. November 2009 wurde der Flughafen offiziell in Billy Bishop Toronto City Airport umbenannt und erinnert an Air Marshal William Avery „Billy“ Bishop.